# Katholische Heilig-Kreuz-Kirche (Augsburg)
Die römisch-katholische Heilig-Kreuz-Kirche in Augsburg ist die ehemalige Stiftskirche des Augustiner-Chorherren-Klosters Heilig Kreuz, Wallfahrtskirche, von 1932 bis 2020 Dominikanerprioratskirche und seit September 2020 Filialkirche der Dompfarrei. Die spätgotische Hallenkirche wurde im Zweiten Weltkrieg zerstört und in vereinfachter Form wieder aufgebaut. Als Baudenkmal ist sie in die Bayerische Denkmalliste eingetragen.

## Geschichte

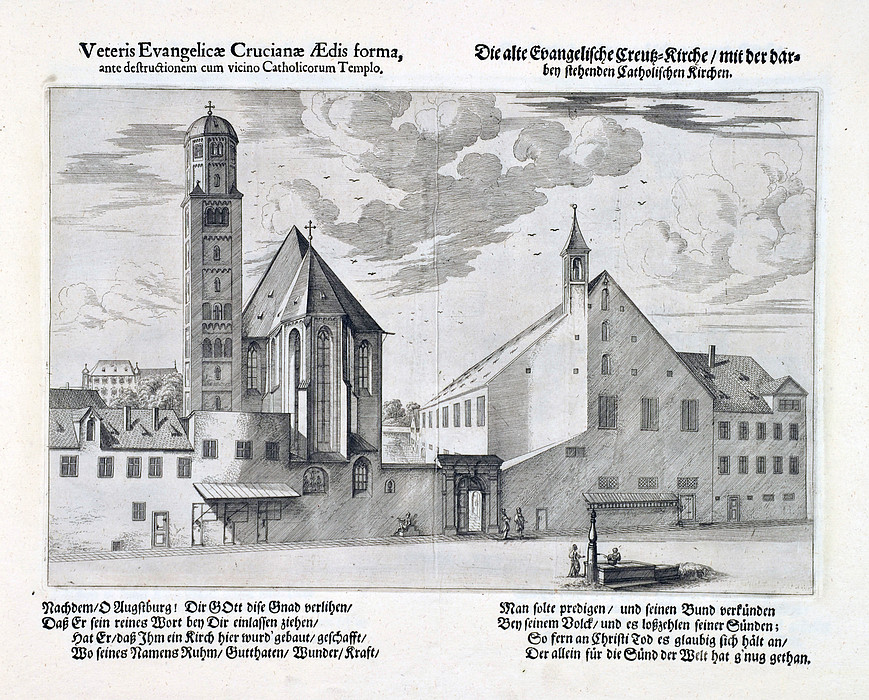
Die katholische Heilig-Kreuz-Kirche links neben der evangelischen Heilig-Kreuz-Kirche, Radierung von 1703

### Romanische Vorgängerbauten und Kapellen
Eine Heiligkreuzkapelle vor der Stadt bestand möglicherweise schon seit Zeiten Bischof Ulrichs. 1143 gründete man daneben ein Hospiz. Um 1160 übertrug es Bischof Konrad von Hirscheck den Augustiner-Chorherren, die eine erste feste Kirche errichten ließen. Das um 1150 gegründete Mutterkloster St. Nikolaus im Holz bei Muttershofen wurde aufgegeben und sollte zunächst auf den Hammelberg, dann jedoch in die Augsburger Vorstadt verlegt werden.
Nachdem sich 1194 in der Kirche ein Hostienwunder ereignet haben soll (siehe unten), begann die Wallfahrt zum sogenannten Wunderbarlichen Gut. Eine Pfarrei besteht seit 1199. Nach einem Brand von 1314, der auch das Kloster zerstörte, erbaute man eine neue Kirche. Der untere Teil des heutigen Turms stammt noch aus dieser Zeit und könnte ursprünglich Teil der Augsburger Stadtbefestigung gewesen sein. Im Pfarrhof stand seit 1210 die Katharinenkapelle, die 1445 durch die Ottmarskapelle ersetzt wurde, einen Vorgängerbau der heutigen evangelischen Heilig-Kreuz-Kirche.

### Spätgotischer Bau und Barockisierung
Der gegenwärtige spätgotische Kirchenbau entstand von 1492 bis 1508 unter den Augustiner-Chorherren als Stiftskirche unter Propst Vitus Fackler. Dabei musste der romanische Vorgängerbau größtenteils weichen. Baumeister war wahrscheinlich Burkhart Engelberg. Kaiser Maximilian I. stiftete der neuen Kirche ein Fenster. 1514 wurde der Turm ein erstes Mal erhöht. In der Reformationszeit übergab 1525 der Rat der Stadt die Ottmarskapelle der neu entstandenen evangelischen Gemeinde als Predigthaus. Propst Johannes Schall beschaffte der Kirche 1627 neue Altäre, Stühle und eine Kanzel. 1677 begann eine erste Barockisierung der Kirche. Dabei erhielt der Turm einen Oberbau mit barocken Zwiebelaufsatz. Die Pläne stammten von Michael Thumb, der auch von 1681 bis 1687 ein neues Konventgebäude errichten ließ.
Der Innenraum wurde zwischen 1716 und 1719 durch den Baumeister Johann Jakob Herkomer im Stil des Barock umgestaltet. In Folge wurden die Fenster und Säulen verändert und der Chor mit dem Wunderbarlichen Gut erhielt eine Barockkuppel. Vorbild war der Umbau der Pfarrkirche St. Moritz. Die heute nicht mehr erhaltenen Wand- und Deckenfresken, darunter ein Freskenzyklus zum Thema Heiliges Kreuz, schuf Johann Georg Bergmüller 1732. Auf seiner Durchreise nach Paris besuchte 1777 Wolfgang Amadeus Mozart die Kirche und spielte auf der dortigen Orgel. 1782 stattete er zusammen mit seinem Vater Leopold Mozart und seiner Schwester Nannerl dem Kloster einen Besuch ab.

### Säkularisation und Dominikanerprioratskirche
Im Zuge der Säkularisation wurde das Kloster 1803 aufgelöst und ging in städtischen Besitz über. Ab 1805 diente das Gelände der französischen Armee als Lazarett und von 1808 bis 1882 dem königlich bayerischen Militär als Kaserne. Die vergleichsweise kleine Pfarrei wurde 1809/10 aufgehoben. Man überlegte zeitweise die Umfunktionierung der Kirche in ein Theater, das durch den Protest der Bevölkerung verhindert werden konnte. Eine Restaurierung der Kirche erfolgte 1877/78.
Nach der Räumung durch das Militär bezog das ehemalige Stift eine Schule für Bautechniker. 1932 übertrug Bischof Joseph Kumpfmüller Heiligkreuz den Dominikanern. In Folge wurde die Kirche zur Dominikanerprioratskirche erhoben.

### Zerstörung und Wiederaufbau

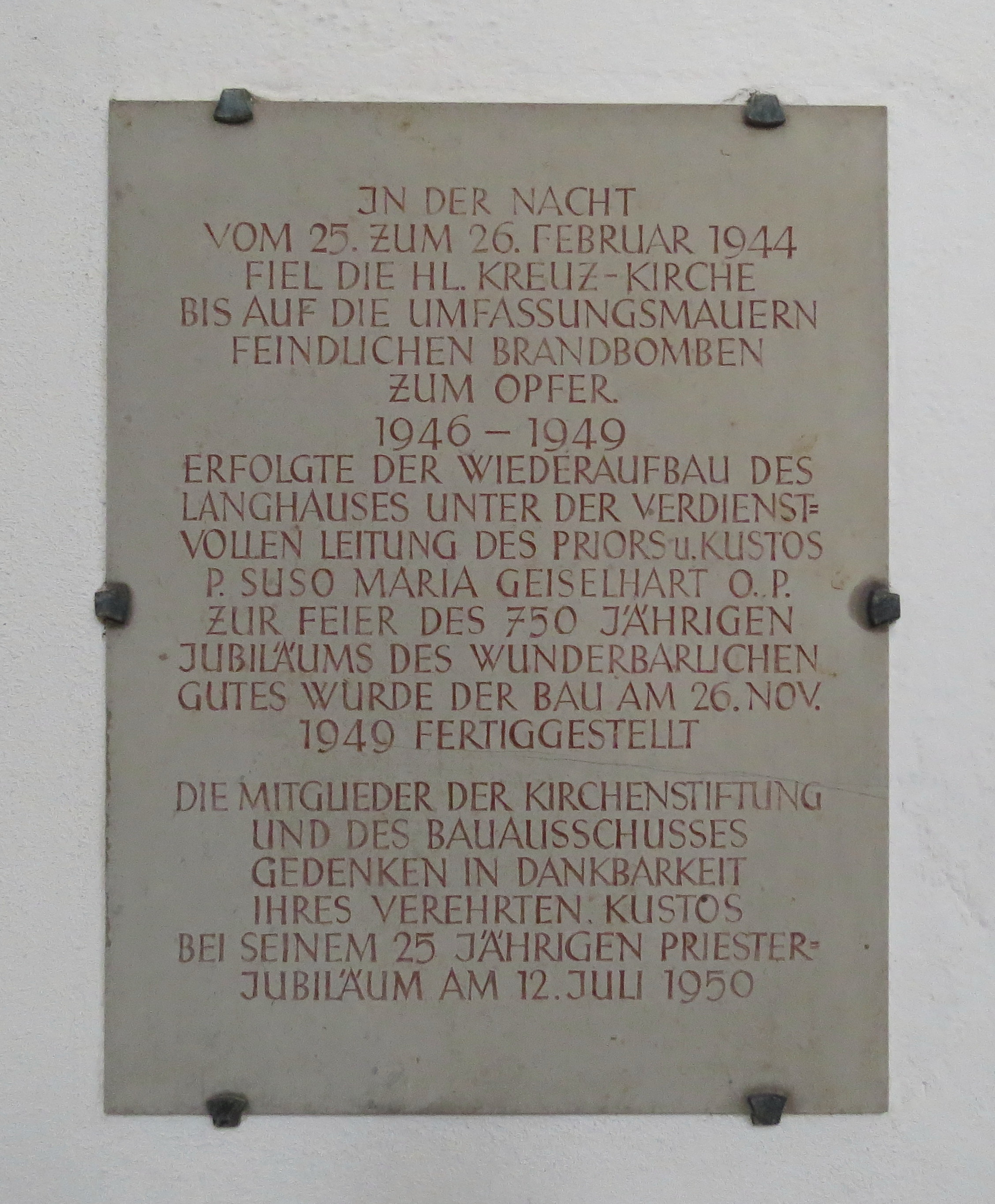
Inschrift zur Zerstörung und zum Wiederaufbau der katholischen Heilig-Kreuz-Kirche

Bei den Luftangriffen auf Augsburg in der Nacht vom 25. auf den 26. Februar 1944 wurde die Kirche schwer getroffen und der Dachstuhl geriet in Brand. Nach kurzer Zeit stürzten Teile vom Dach ein und verschütteten den Chorraum. Die ehemaligen Klostergebäude erlitten ebenfalls Totalschaden.
Der Wiederaufbau der Kirche in vereinfachter Form nach Plänen von Michael Kurz und Robert Pfaud begann bereits 1946. Dabei wurde der spätgotische Raum der Kirche wieder hergestellt und ein Schalengewölbe aus Gussbeton eingezogen. Im April 1948 erfolgte die Aufstellung des Dachstuhls. Das Kirchenschiff war bis 1950 fertiggestellt. Kunsthistoriker kritisierten seinerzeit die allzu schlichte Gestaltung im Inneren.
Die zerstörte Barockkuppel des Chors wurde bis 1957 durch ein achteckiges Zeltdach ersetzt. Der notgedeckte Turm erhielt seine ursprüngliche Barockzwiebel erst im Oktober 1989 wieder. 2013 erfolgte eine Renovierung des Kircheninnenraums. 2020 entschloss sich der Dominikanerorden, die Seelsorge der Wallfahrtskirche an das Bistum Augsburg zurückzugeben.

## Wallfahrt

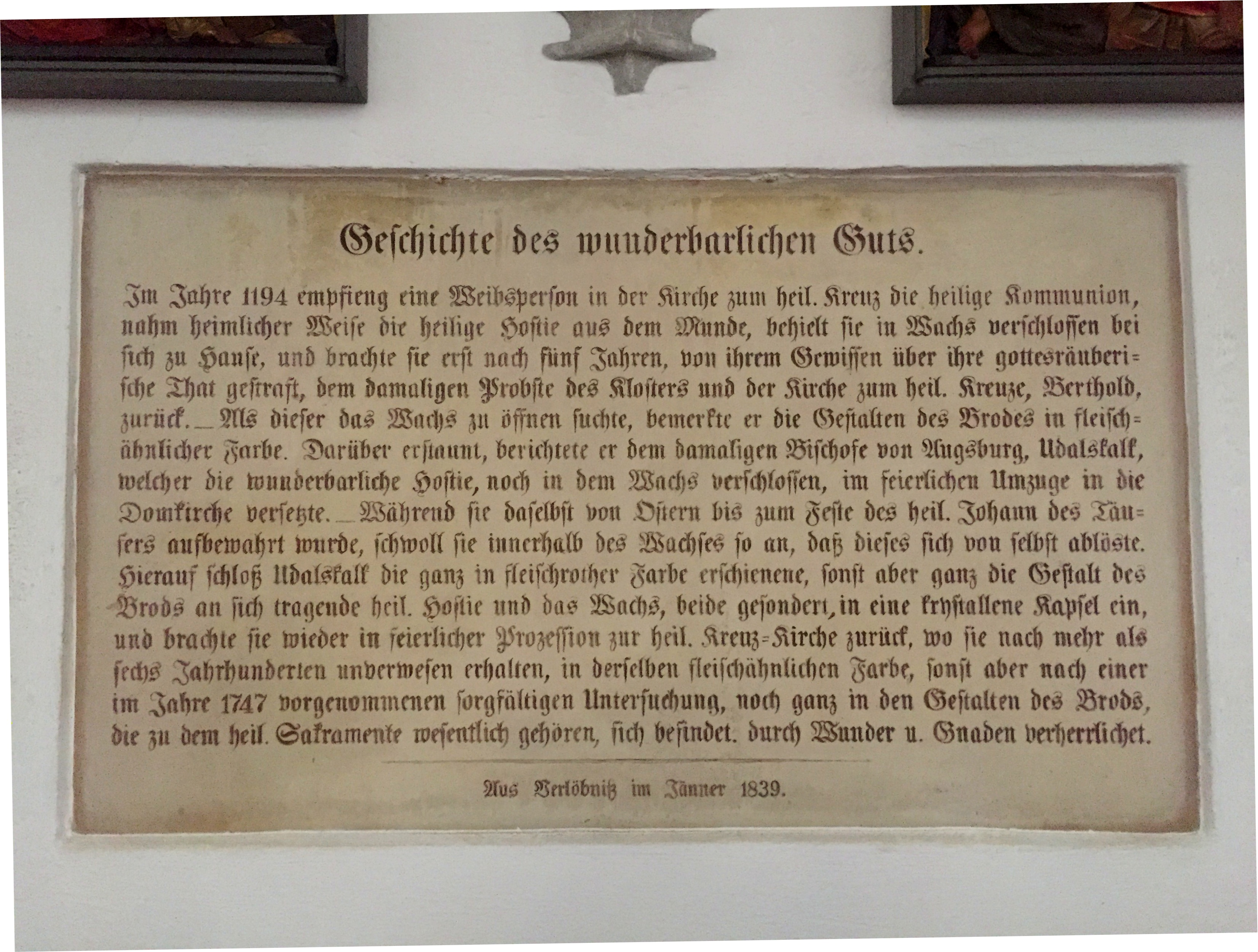
Inschrift mit der Geschichte des „Wunderbarlichen Gutes“

Im Zusammenhang mit der Heilig-Kreuz-Kirche soll sich 1199 ein Hostienwunder ereignet haben.
Die Überlieferung berichtet von einer Frau, welche dort 1194, nach der Kommunion, heimlich die Hostie aus ihrem Mund genommen habe, sie nach Hause mitnahm und dort mit Wachs umhüllte, um sie dauerhaft aufzubewahren. Fünf Jahre besaß sie die konsekrierte Hostie daheim, als sie Gewissensbisse bekam und die Tat beichtete. Weil sich die Hostie in dem Wachs zwischenzeitlich merkwürdig verändert hatte, informierte man den Bischof Udalschalk darüber, welcher sie in den Augsburger Dom bringen ließ, wo sie vor den Augen vieler Menschen, während einer Messe so angeschwollen sei, dass sich das Wachs von alleine ablöste. Die Quellen berichten ferner, die Hostie sei blutrot bzw. fleischartig gewesen und habe sich in zwei Teile aufgespalten, die gleichsam durch Äderchen zusammenhingen. Deshalb brachte man sie in einer feierlichen Prozession nach Heilig-Kreuz zurück, bewahrte sie, zusammen mit der Wachshülle, dort dauerhaft in einer Kristallschale auf und verehrte sie fortan als das sogenannte „Wunderbarliche Gut“.
Jedes Jahr am 11. Mai wurde in dem Gotteshaus das „Fest des Wunderbarlichen Gutes“ gefeiert. Die Wallfahrt erlangte überregionale Bedeutung. Im 13. Jahrhundert stiftete die Adelsfamilie von Rechberg einen in Silber getriebenen rechteckigen Schrein, der mehrfach verändert und verziert, noch heute der Aufbewahrungsort (Monstranz) des Heiligtums ist. 1486 unterstützte der berühmte Theologe Johann Geiler von Kaysersberg die Wallfahrt durch persönliche Predigten in Augsburg. 1494 fand eine genaue Untersuchung durch Bischof Friedrich II. von Zollern statt. Der Oberhirte und sein Domkapitel konstatierten, „dass nach fast 300 Jahren nicht Staub, noch Farbe, sondern eine sehr dicke, fleisch- und blutähnliche Gestalt“ vorhanden sei.
Bei der 1716 bis 1719 vorgenommenen Barockisierung des Kircheninnenraums erfolgte der Bau einer repräsentativen Kuppel über der Bluthostie. Nach mehrfachen umständebedingten Auslagerungen wird es mit seiner Prunkmonstranz bis heute in der Kirche aufbewahrt. Nach der 8-Uhr-Messe wird der Tabernakel für etwa eine halbe Stunde geöffnet und der „Blick auf den Herrn in der Gestalt des Brotes“ freigegeben.

### Historische Wallfahrtsandenken

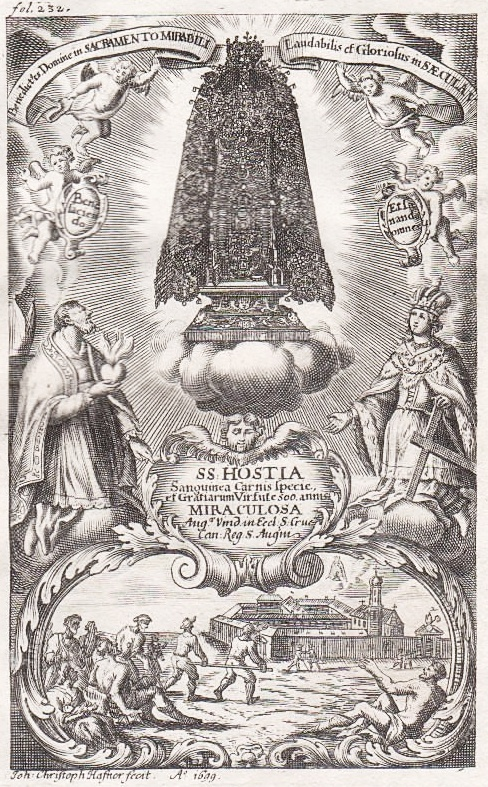
Andachtsbild 1699
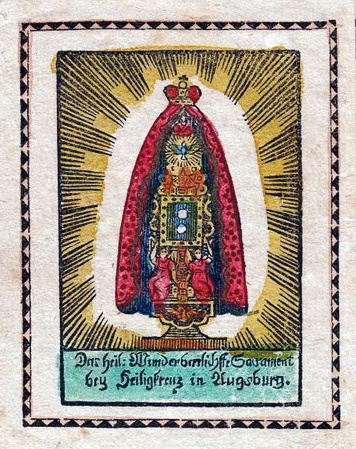
Andachtsbild, frühes 18. Jahrhundert
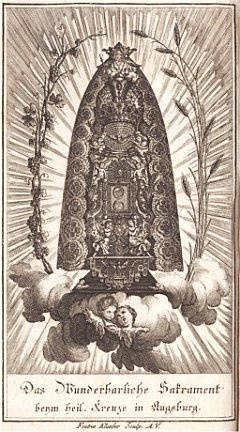
Andachtsbild um 1850

## Architektur

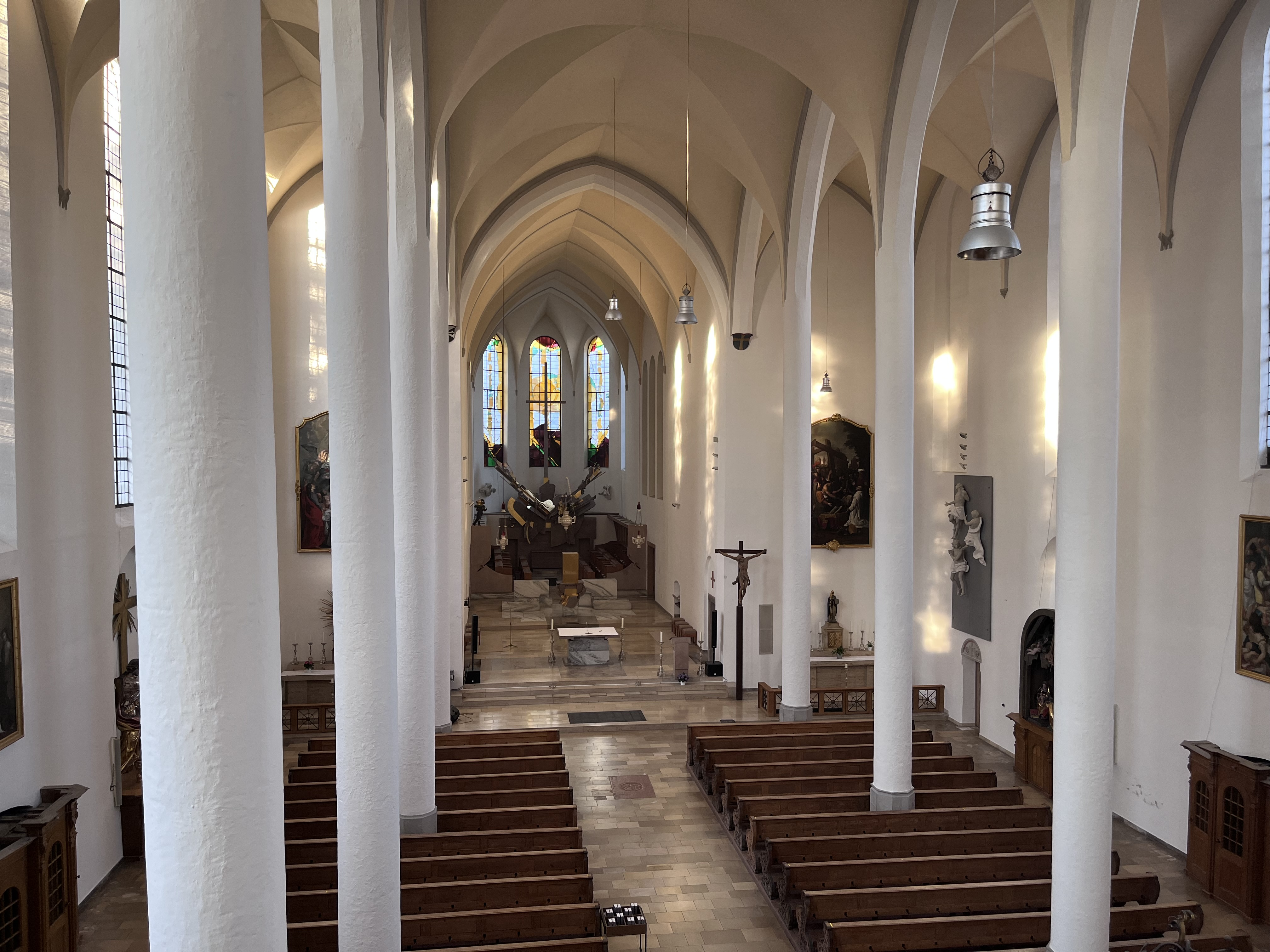
Innenraum

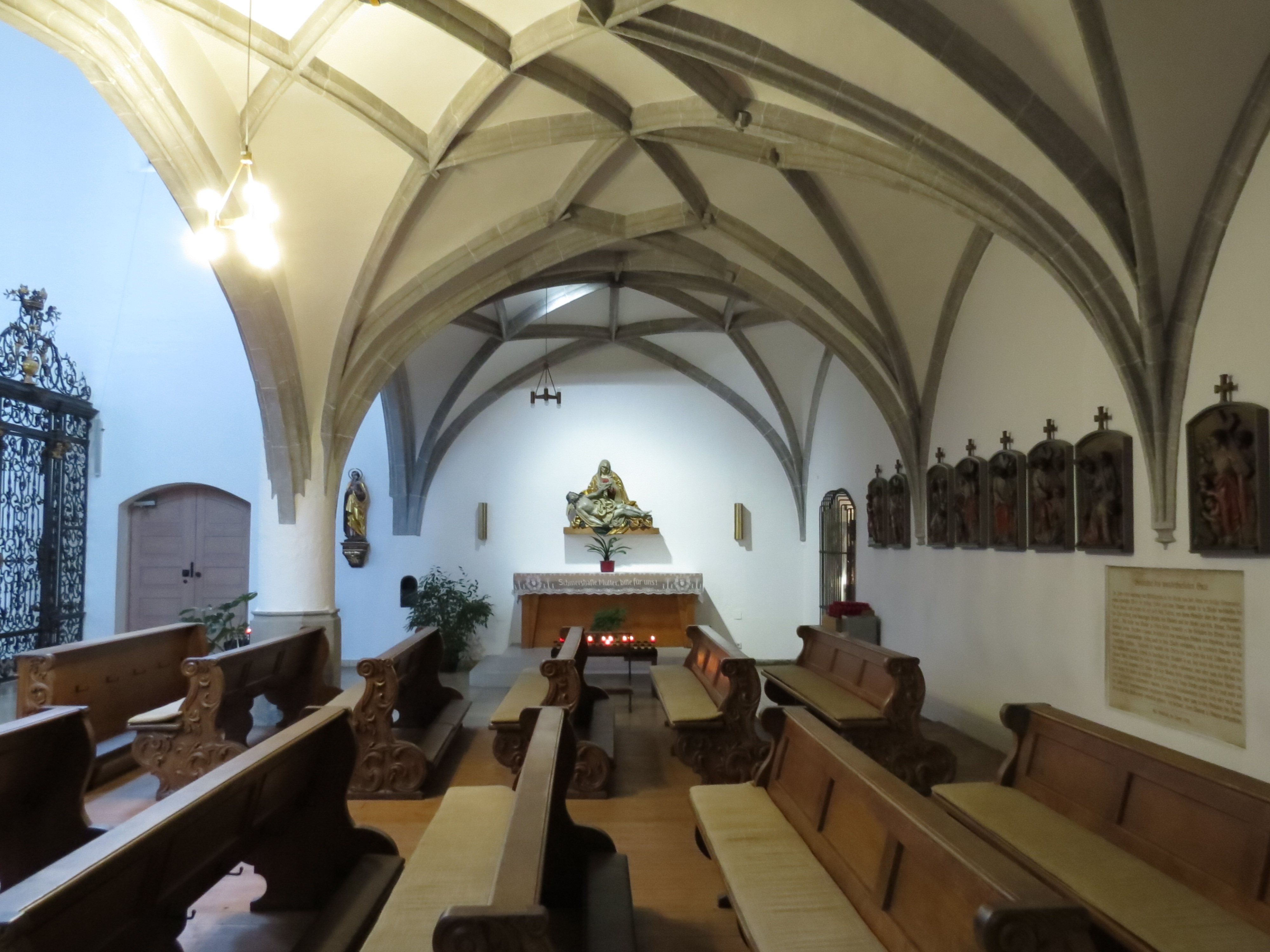
Spätgotisches Netzrippengewölbe unter der Empore

Der spätgotische Hallenbau mit schlichter Außenfassade besitzt drei Schiffe. Der barockisierte Glockenturm mit kubisch romanischen Untergeschossen ist mit einer Zwiebelhaube versehen. Die schlanken Rundpfeiler im Kircheninneren tragen ein Schalengewölbe aus der Nachkriegszeit. Unter der Orgelempore hat sich ein spätgotisches Netzrippengewölbe erhalten. Die Sakristei nördlich des Chors ist mit einem dreijochigen Netzgewölbe von 1504 verziert.

## Ausstattung
Von der einst reichen Ausstattung der Kirche haben sich nur einzelne Stücke erhalten, darunter:
- ein Bildnis Tempelgang Mariä von Johann Matthias Kager (1616 entstanden).
- ein Holzkruzifix, das Georg Petel 1626 anfertigte.
- ein Bildnis (Altarblatt) Himmelfahrt Mariä von Peter Paul Rubens oder seiner Werkstatt (1627 entstanden).
- ein Bildnis (Altarblatt) Kreuzwunder der heiligen Helena aus der ersten Hälfte des 17. Jahrhunderts, das Giuseppe Vermiglio (ca. 1585 – ca. 1635) zugeschrieben wird.
- ein prunkvolles schmiedeeisernes Abschlussgitter, das Johann Michael Hoch und Johann Georg Rummel 1744 fertigte.
- drei Figuren einer Kreuzauffindungsgruppe, die Ignaz Wilhelm Verhelst 1782 schuf.

Nach einer Innenrenovierung der Kirche von 1976 bis 1982 mit Neugestaltung des Chorraums enthält dieser neue Stücke, darunter:
- eine Skulpturenanordnung von Hans Ladner, die zwei barocke Figuren St. Helena und Heraklius mit abstrakten plastischen Gebilden und einem einfachen Holzkreuz zu einem Gesamtgebilde verbindet.[10]
- drei Glasfenster von Hubert Distler.[11]
- ein neuer Hauptaltar (Volksaltar).[12]

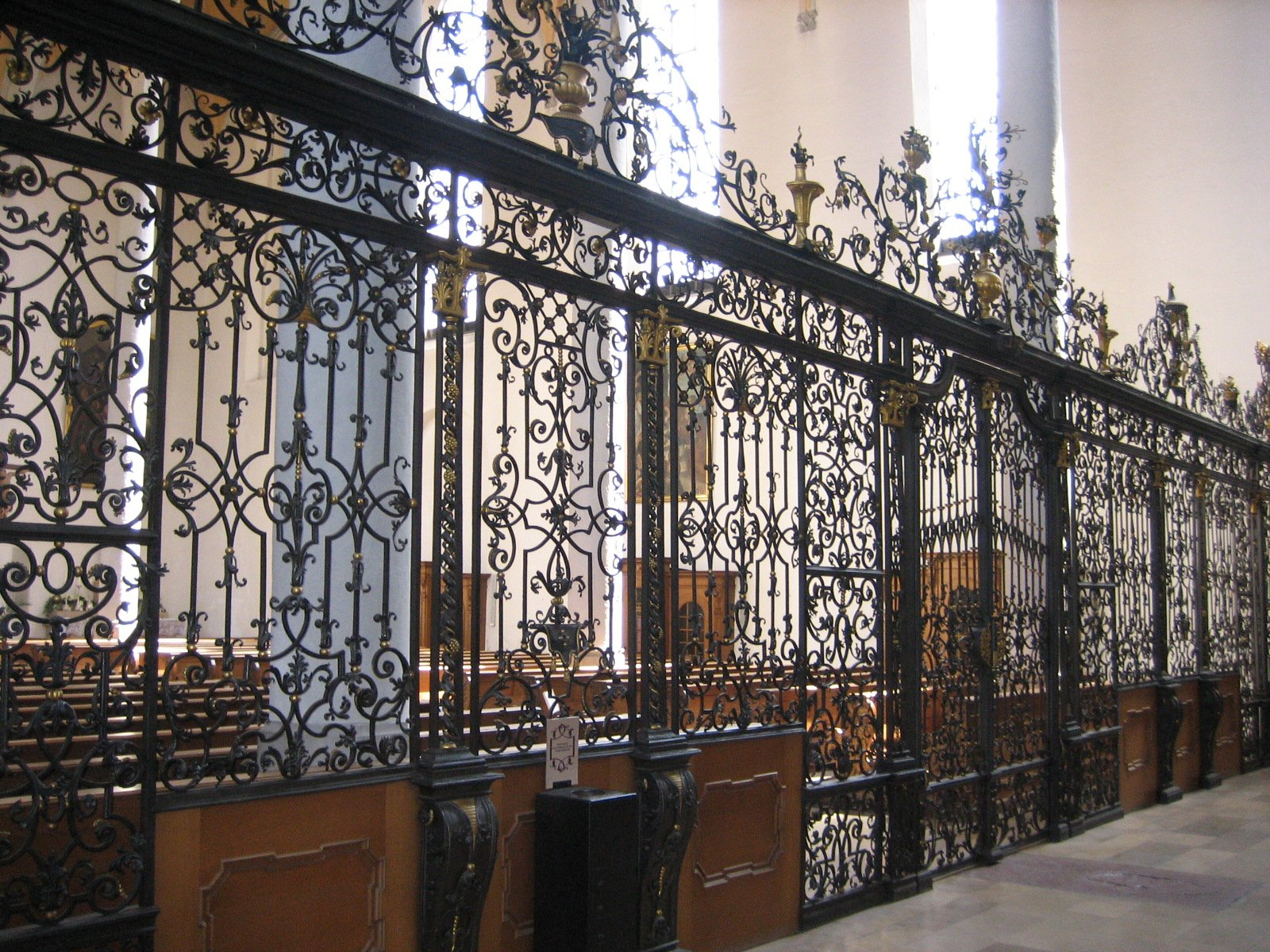
Schmiedeeiserneres Abschlussgitter (1744)

- Schmiedeeiserneres Abschlussgitter (1744)ein neuer Tabernakel von Hans Ladner, in dem seither das „Wunderbarliche Gut“ aufbewahrt wird.[13]

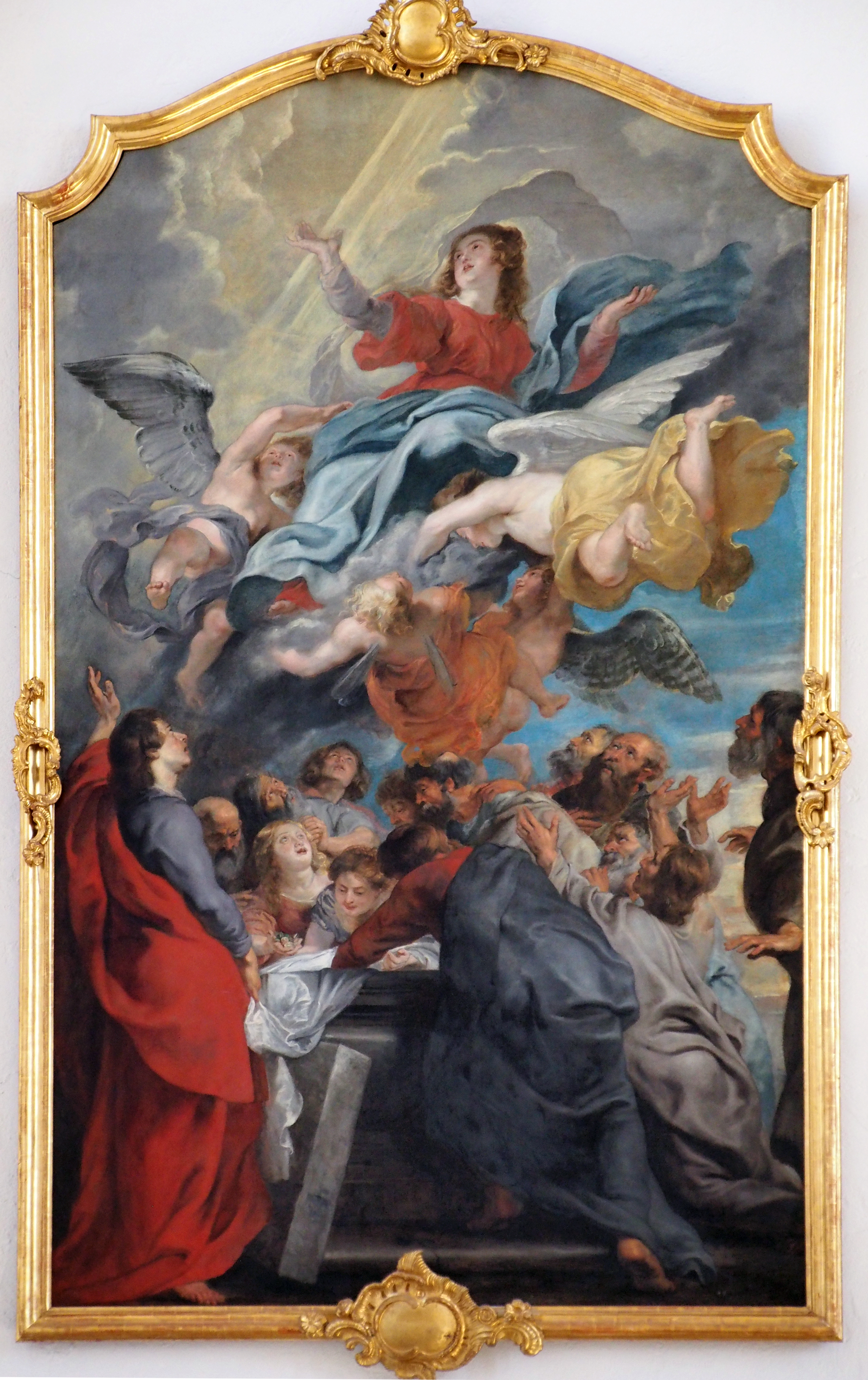
Himmelfahrt Mariä von Peter Paul Rubens oder seiner Werkstatt (ca. 1622/25)
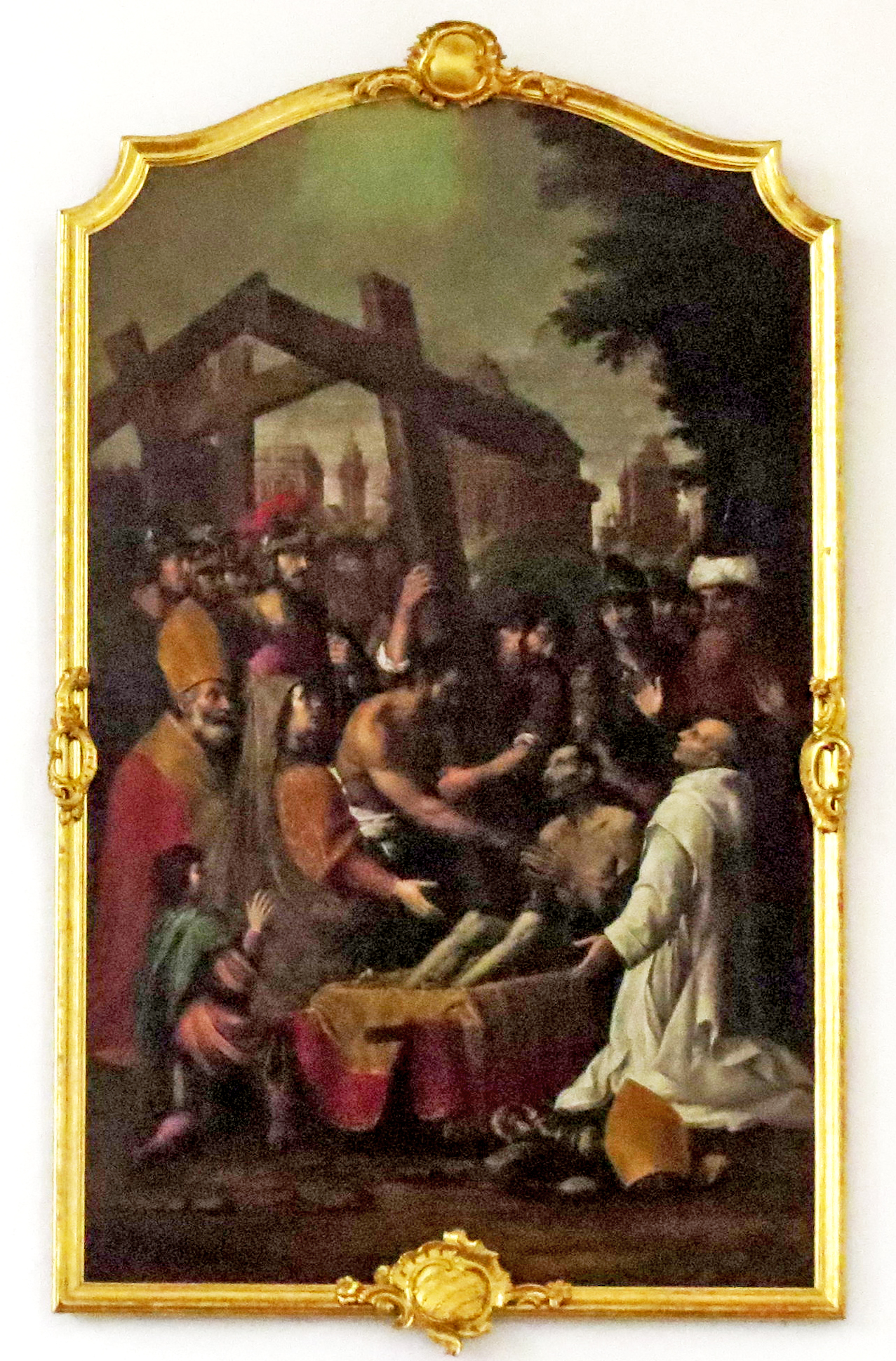
Kreuzwunder der heiligen Helena, Giuseppe Vermiglio zugeschrieben (erste Hälfte des 17. Jahrhunderts)
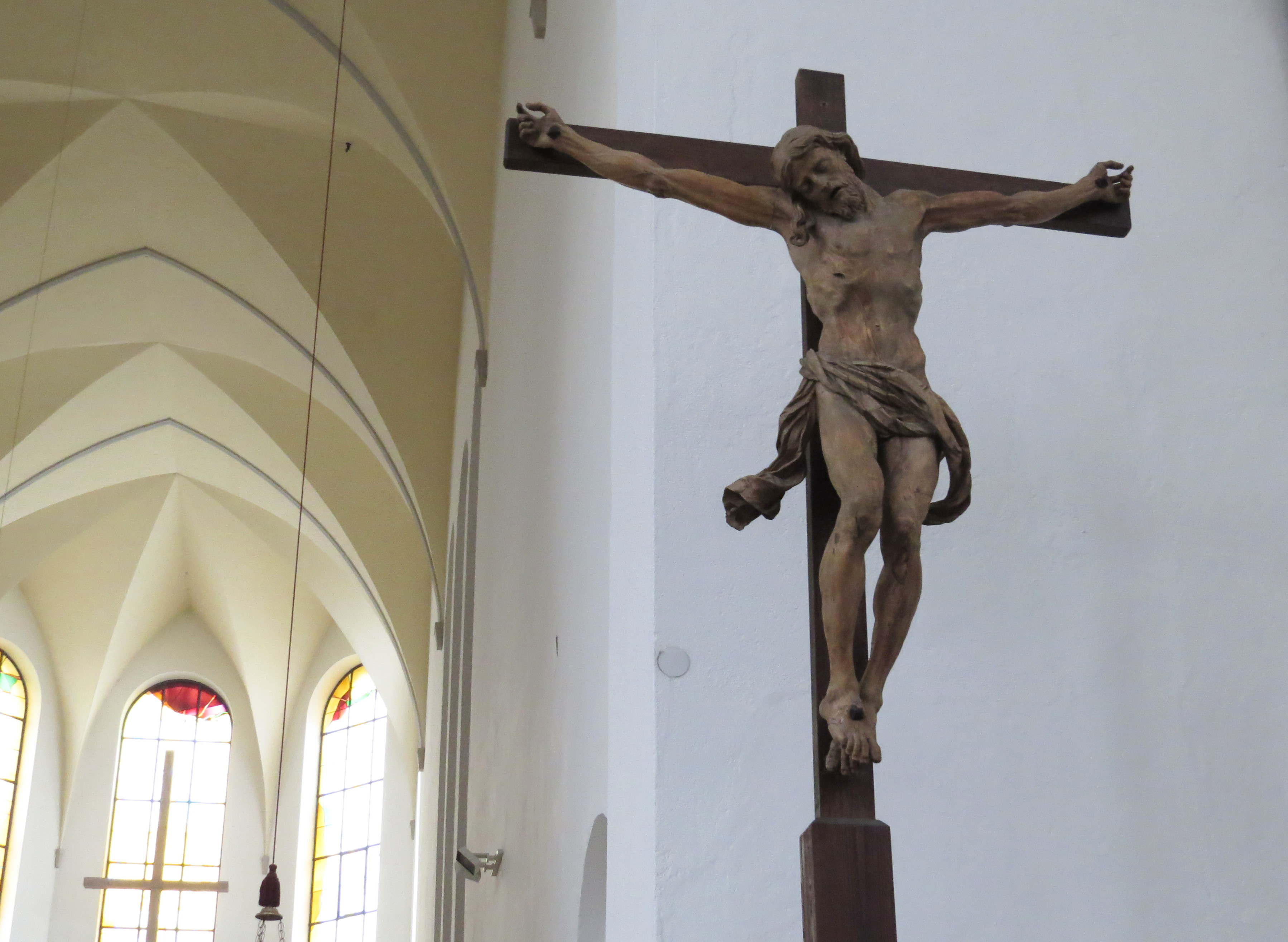
Holzkruzifix von Georg Petel (1626)
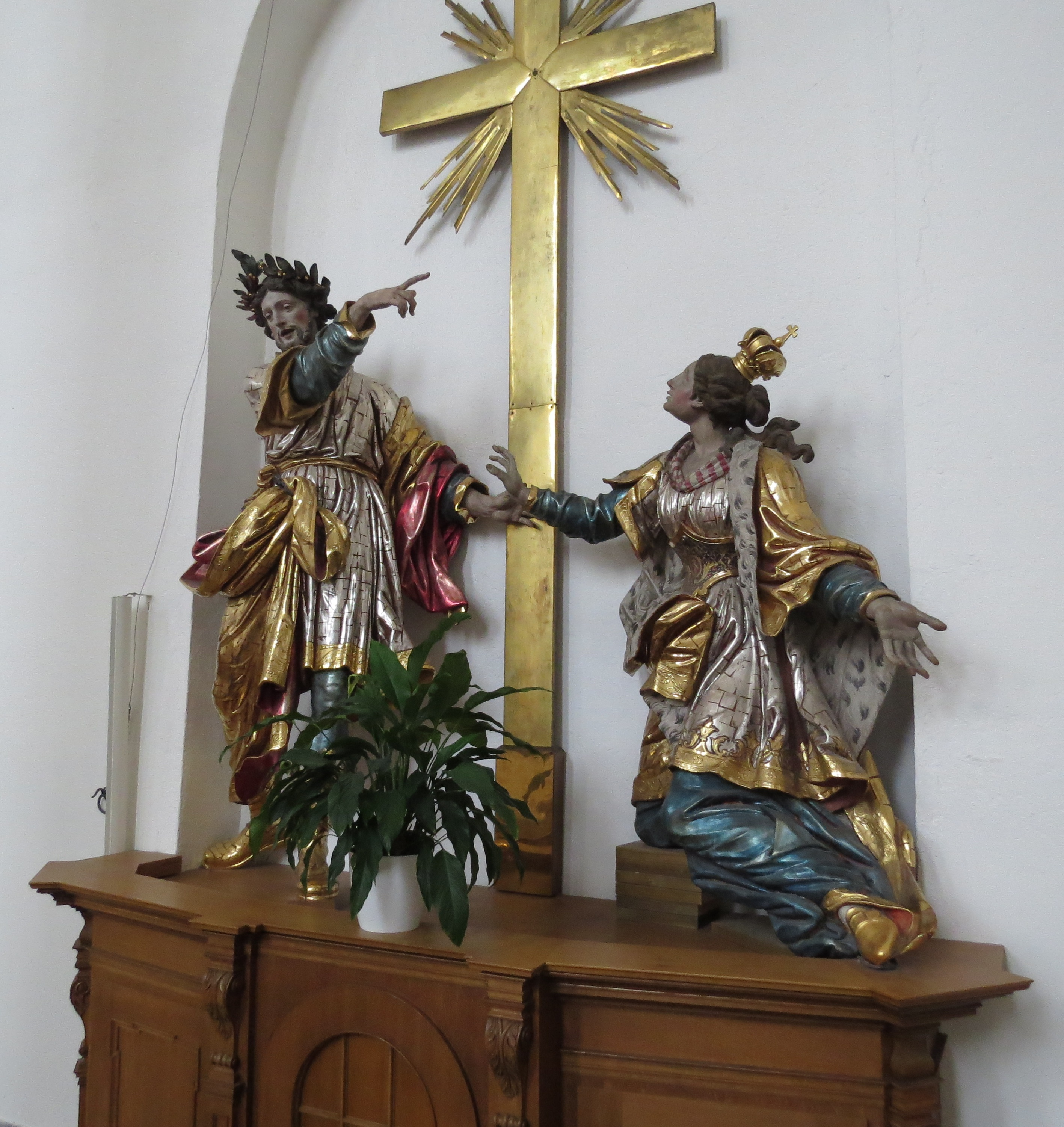
Zwei Figuren der Kreuzauffindungsgruppe von Ignaz Wilhelm Verhelst (1782)

## Musiktradition
Heilig Kreuz kann auf eine umfangreiche Musiktradition zurückblicken, welche durch das Augustiner-Chorherrenstift geprägt wurde. Zahlreiche Kompositionen gingen aus dem Stift hervor. Die Familie Mozart war immer wieder in Heilig Kreuz präsent. Leopold Mozart sang bereits als Knabe im Chor und Wolfgang Amadeus Mozart spielte bei gelegentlichen Besuchen auf der dortigen Orgel.
Heute gestaltet der Augsburger Chor „Musica Suevica“ in Hl. Kreuz regelmäßig die feierlichen Hochämter mit einem umfangreichen Repertoire, auch aus dem Schatz des ehemaligen Augustiner Chorherrenstift.

## Orgel
Auch weist Heiligkreuz eine umfangreiche Orgelgeschichte auf:
Im Jahr 1661 wurde eine Orgel von Christoph Egedacher aus München auf dem Lettner aufgestellt. 1766 erfolgte ein Neubau auf der Westempore durch Johann Andreas Stein aus Augsburg. Diese Orgel wurde 1787 umgebaut und nochmals 1891 durch Josef Mühlbauer (Augsburg) erweitert.
1917 baute Heinrich Koulen (Augsburg) dem Zeitgeschmack entsprechend eine neue Orgel, welche dann in der Bombennacht am 25./26. Februar 1944 zerstört wurde.

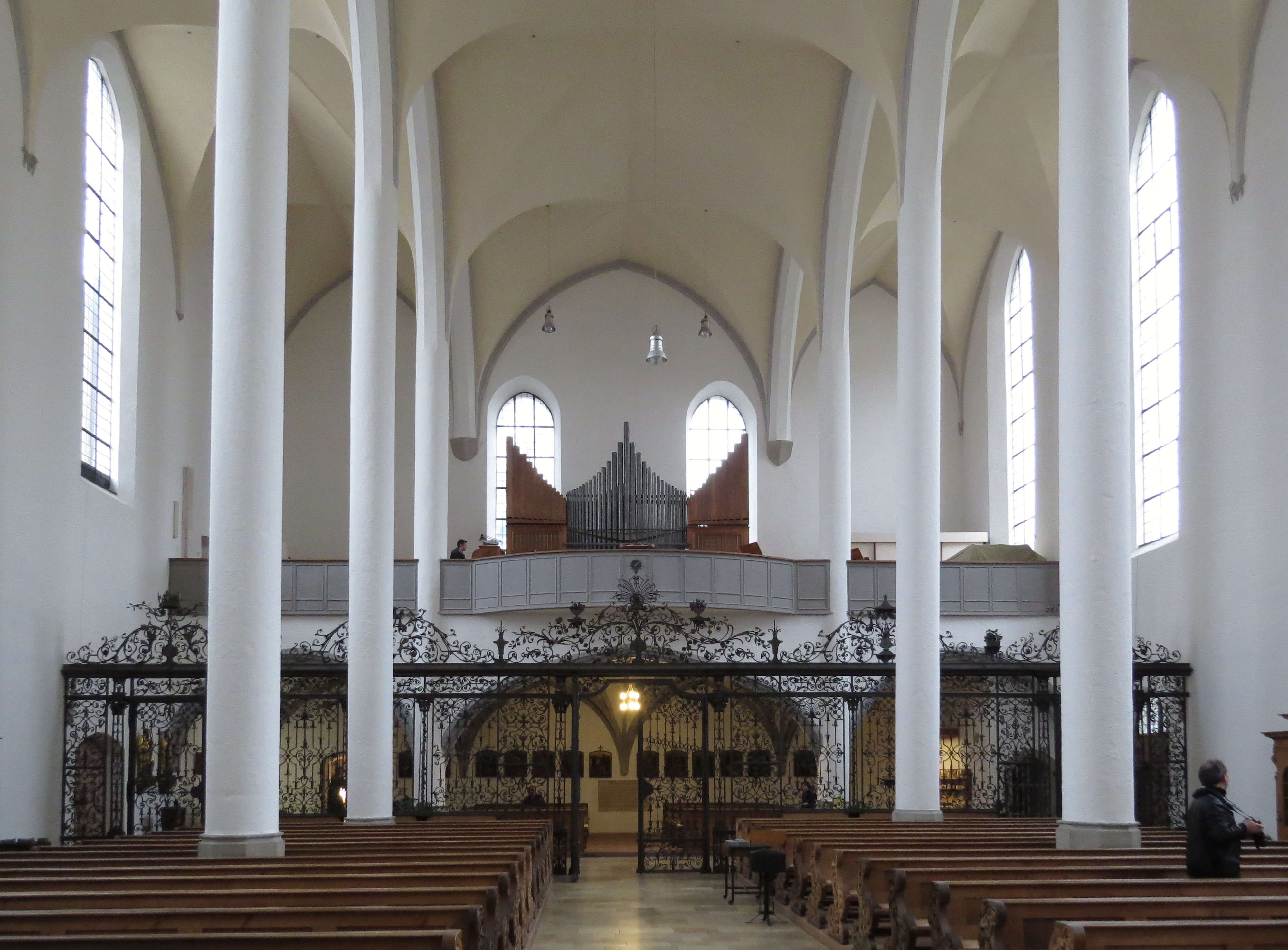
Blick nach hinten zur Empore

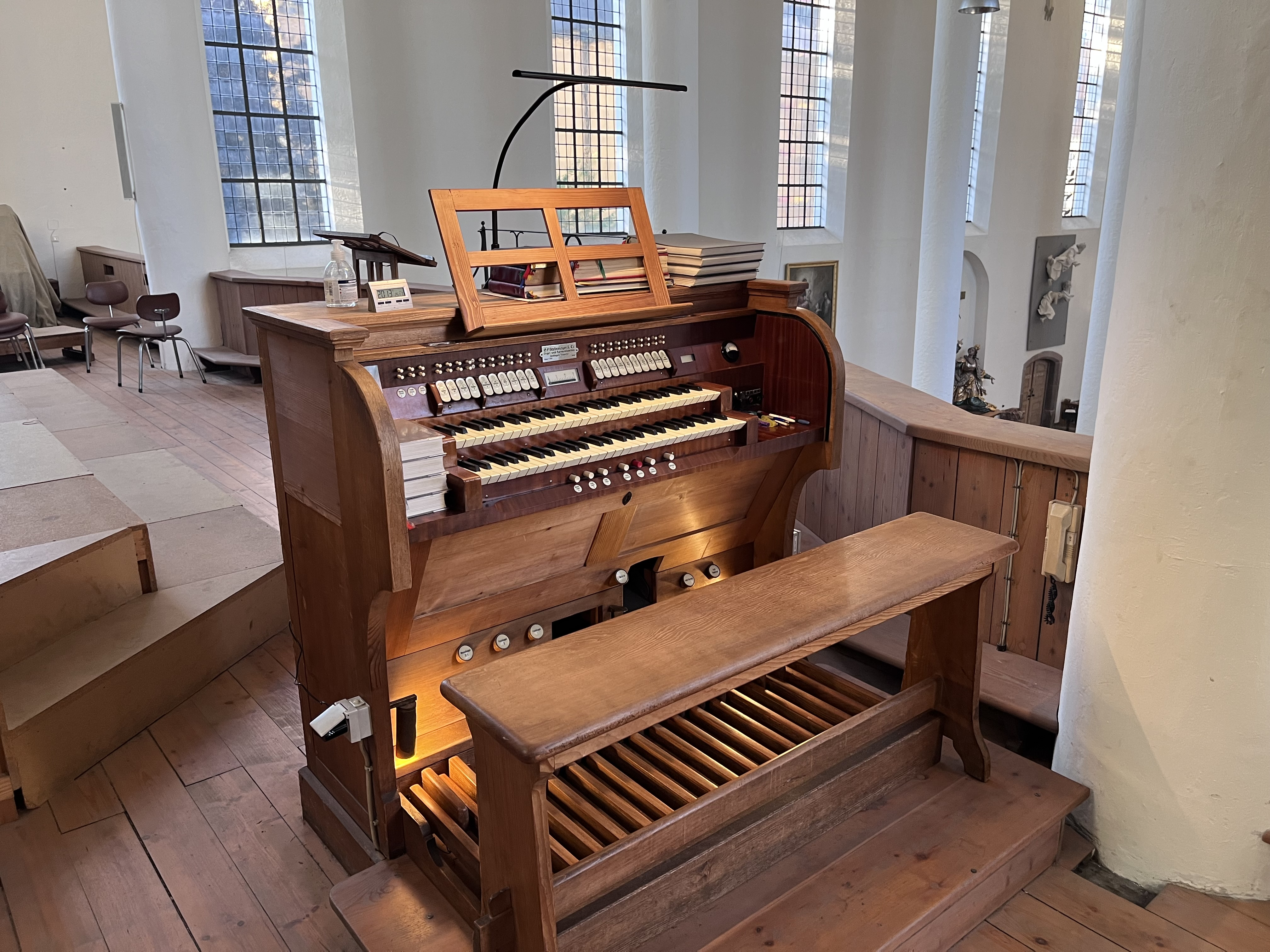
Spieltisch

Die heutige Orgel wurde von der Orgelbaufirma G. F. Steinmeyer aus Oettingen als Opus 1784 im Jahre 1949 erbaut. Die Orgel hat 19 klingende Register, verteilt auf zwei Manuale und Pedal. Ihre Disposition lautet:
| I Hauptwerk C–g3 |       |
| Holzprinzipal    | 8′    |
| Quintade         | 8′    |
| Oktave           | 4′    |
| Gemshorn         | 4′    |
| Waldflöte        | 2′    |
| Mixtur IV        | 1 ⁄3′ |

| II Schwellwerk C–g3 |        |
| Salizional          | 8′     |
| Gedeckt             | 8′     |
| Ital. Prinzipal     | 4'     |
| Rohrflöte           | 4'     |
| Oktav               | 2′     |
| Terz                | 1 3⁄5′ |
| Quint               | 1 ⁄3′  |
| Cymbel III          | 1⁄2′   |
| Rohrschalmei        | 8′     |
| Tremulant           |        |

| Pedal C–f1 |     |
| Subbaß     | 16′ |
| Zartbaß    | 16′ |
| Oktavbaß   | 8′  |
| Pommer     | 4′  |

- Koppeln: II/I, I/P, II/P
- Spielhilfen: 2 freie Kombinationen, Auslöser, Tutti, Crescendowalze, Zimbelstern

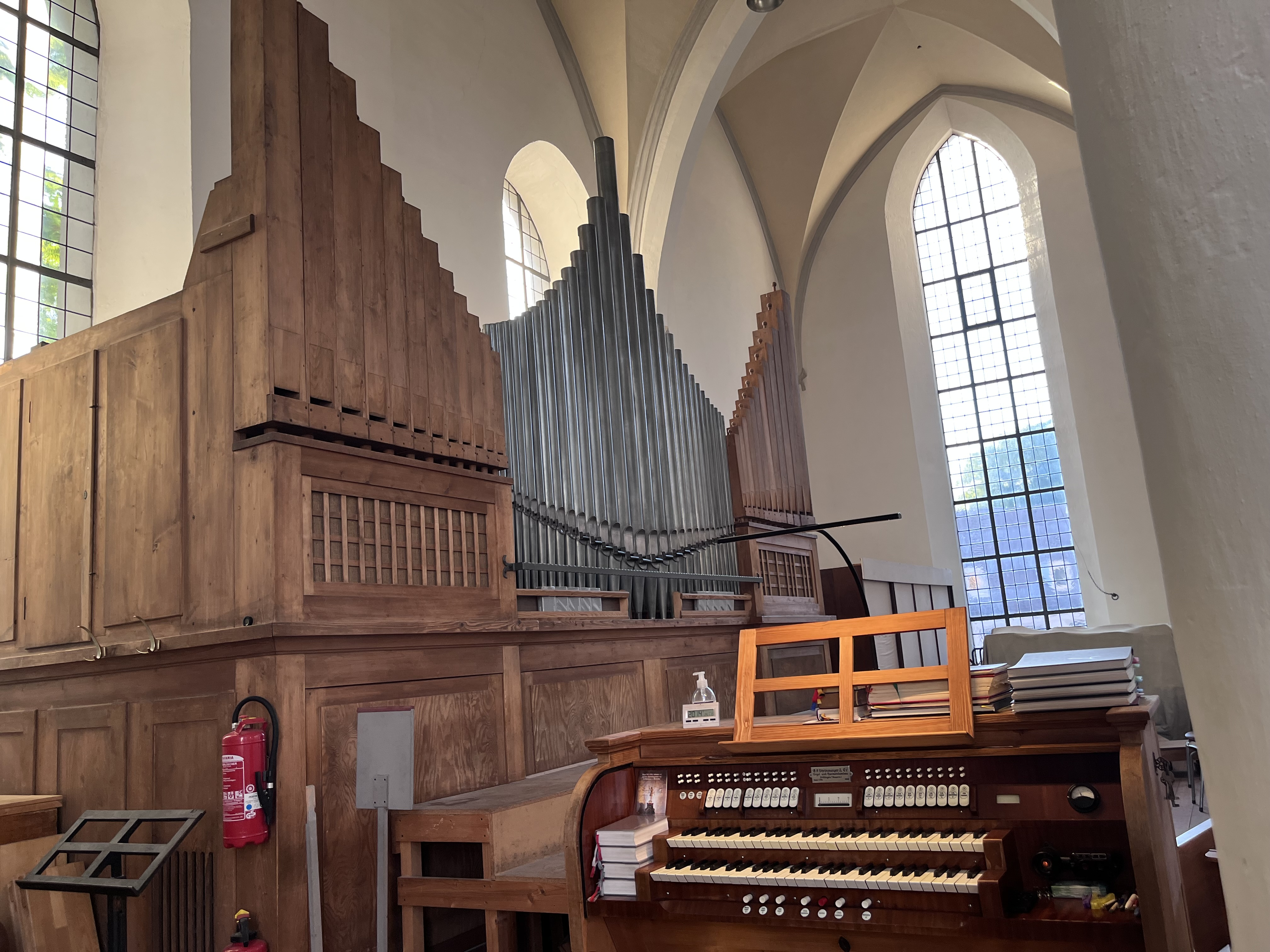
Steinmeyerorgel von 1949